# Paalstab

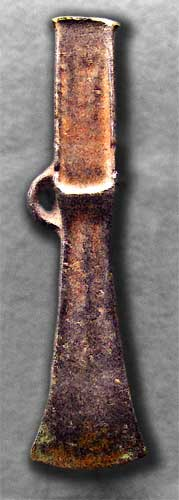
Un paalstab con ansa.

Il Paalstab o Palstave è una specie di antica ascia in bronzo. Era comune nella media età del bronzo nell'Europa settentrionale, occidentale e sudoccidentale. In termini tecnici, sebbene definizioni precise differiscano tra di loro, si considera generalmente che un'ascia sia un paalstab se è impugnata mediante un manico di legno biforcuto, fissato con flange e barra di arresto nella parte alta. L'ascia dovrebbe essere molto più spessa sul lato di taglio della barra di arresto, piuttosto che sul lato dell'impugnatura . Per questo è molto simile, se pur differente, alle precedenti "asce flangiate".
L'archeologo John Evans (1881, 72) rese popolare in inglese il termine palstave, seguendo gli archeologi danesi, che presero il termine dall'islandese paalstab. Per essere precisi, un paalstab non è un'ascia, ma un utensile di scavo. Il termine divenne così comune tra gli archeologi scandinavi e tedeschi, che Evans ritenne opportuno seguire il costume.